# Autoestopista fantasma

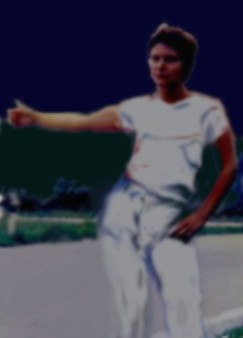
La autoestopista fantasma es descrita como el espíritu de una persona fallecida que traerá inusuales consecuencias a quien la recoja en su automóvil.

La autoestopista fantasma o la muerta de la curva es una leyenda urbana. Al igual que la mayoría de estas historias, no tiene un origen definido y está dispersa por una extensa área geográfica. Aunque hay muchas versiones del relato, todas coinciden en que gente viajando en vehículo se encuentra con un o una autoestopista que luego desaparecen sin explicación alguna, generalmente en el propio vehículo en movimiento. 
La leyenda circula desde hace poco más de un siglo, y ha ido adaptándose a los cambios en el sistema de transporte. En las versiones más antiguas, la joven paraba a los jinetes para que la subieran al carruaje.

## Forma básica de la leyenda
La leyenda cuenta que una joven con un vestido por la calle (a veces de novia y otras de luto) se manifiesta frente a los viajeros a la vera de los caminos, por lo general cerca de una curva peligrosa. Les pide a éstos que la lleven; cuando sube, se dice que transcurre un tiempo en absoluto silencio hasta que ella, misteriosamente, desaparece del vehículo en movimiento. Se suele contar luego que el viajero termina enterándose de que la mujer había muerto en un accidente o de alguna forma trágica. La versión que la viste con vestido de bodas afirma que murió con su novio a la noche de su luna de miel.
El propósito de la aparición varía: en ocasiones alerta al conductor sobre una curva peligrosa, precisamente aquella en la que murió; otras veces, causa la muerte del conductor, al no alertarle del peligro de la curva.

## Versiones de esta leyenda
Dicen que una mujer circulaba en su coche el día antes de su boda. Iba muy rápido y tuvo un accidente en una curva, en donde murió. 
Actualmente circulan múltiples versiones de la leyenda, identificadas con títulos como La chica de la curva, La curva de la muerte, La muchacha del baile, La mujer de blanco, El muerto de la cañaita, La niña de la curva, etc. Y ahora se aparece en las calles haciendo autostop para que la lleven en coche o en camión y hasta llegar a la curva y misteriosamente desaparece.

### La curva "El infiernito"
Entre Ocumare del Tuy y Yare, en el estado de Miranda, Venezuela, hay una vía a la que sus habitantes cercanos llamaron “la curva del infiernito”, donde una mujer fue arrollada por un vehículo, el cual la atropelló y se dio a la fuga sin importar nada. Esta mujer gritaba a quien fuera, rogando que la auxiliaran mientras se desangraba, pero nadie pasó y murió dolorosa y lentamente en aquel lugar, no sin antes maldecir a todo aquel que pasara por su desdichado camino al sepulcro....

### La curva de Torreseca
Según cuenta esta leyenda, el evento tuvo lugar durante una noche lluviosa. Una pareja de recién casados disfrutaba de su viaje de novios; ambos estaban felices, aunque el muchacho conducía de manera temeraria. El coche patinó, se deslizó por la carretera y cayó por el barranco al pie de una curva muy cerrada; los dos murieron en el acto. 
Un año después, un hombre que viajaba por la carretera recogió a una muchacha vestida de novia. Él le ofreció su chaqueta  para que no pasara frío. Al instante, ella dijo: «Gracias; por favor, frene. En esta curva me maté yo». El hombre desvió su mirada hacia ella y frenó en seco: habían desaparecido ella y la chaqueta.
Un tiempo después, el hombre se dirigió hacia la tumba de aquella pareja que se mató en la curva, y encontró su chaqueta encima de la lápida de la tumba.

### La Dama de la Cruz Verde
La Dama de la Cruz Verde es un personaje de las leyendas de la Sierra de Guadarrama que sitúan en el Puerto de la Cruz Verde, entre los municipios de Robledo de Chavela y San Lorenzo de El Escorial, en España. La aparición de la Dama de la Cruz Verde se trata de una mujer que hace años, murió en las carreteras del mismo y que se aparece a los conductores haciendo autoestop.
Esta leyenda es una de las variantes locales que se han dado en muchos lugares del mundo de la denominada Autoestopista Fantasma, tales como las leyendas urbanas de la Dama Blanca o Chica de la Curva. También se ha visto un personaje similar en el Puerto de Galapagar.
En los programas de misterio de Iker Jiménez Milenio 3 y Cuarto Milenio, se ha hablado sobre este tema.

### La Descarnada
La Descarnada de El Salvador es un espíritu de una mujer que se aparece en las carreteras de dicho país, sobre todo la carretera que conecta de Santa Ana a Chalchuapa. Ella hacía autostop en mitad del camino a los conductores varones (solo se le aparecía a los hombres). Ya dentro del vehículo, la mujer empezaba a indicarle la dirección exacta. Después de un rato, la mujer comenzaba a seducirlos, por lo que los hombres se acercan y cuando están cerca de ella les muestra su verdadera apariencia: una mujer que ahora se le empezaba a caer la carne a tal punto de quedar convertida en un esqueleto. Ante ello, los hombres entraban en shock y se desmayaban. Hoy en día, a la que se le apodó la Descarnada, se sigue apareciendo.

### Rubia de Kennedy
La historia de la leyenda urbana comenzó en Santiago de Chile en 1979, cuando varios automovilistas informaron sobre una hermosa joven rubia de vestido blanco y ojos azules que recogieron en la Avenida Presidente Kennedy. Cuando los conductores comenzaban a acelerar, la mujer pedía a los automovilistas que pararan y luego se desvanecía.
Se aseguraba que una joven y atractiva mujer rubia, vestida con un largo abrigo de piel blanco, hacía dedo a los automovilistas por las noches en Avenida Kennedy, entre Américo Vespucio y Gerónimo de Alderete. Por lo general, se acercaba a los vehículos ocupados por matrimonios y les pedía que la llevaran a un supermercado cercano. Cuando accedían, se subía al asiento posterior. Una vez en el interior y cuando los choferes comenzaban a acelerar, les decía con una suave voz: "Por favor, no corra, que me asusto. Más despacio, más despacio, ah, ah nooo!". Luego se desvanecía, sin que se hubiera detenido el auto ni abierto sus puertas. Incluso varios de ellos eran de sólo dos puertas. Muchos aseguraron haberla visto. Otros juraron que la habían llevado. Incluso algunos dejaron constancia del hecho en la Comisaría de las Tranqueras y dos taxistas —Miguel Castañer y Carlos Sanhueza— concedieron entrevistas en las que revelaban los detalles de su encuentro sobrenatural. 
La explicación también se expandió como rumor: un año antes, una mujer, al volver de una comida con su novio, habría muerto en un accidente automovilístico en las esquinas de Avenida Kennedy y Gerónimo de Alderete. El diario La Segunda afirmó entonces que un familiar de ella se había comunicado con el diario para ratificar la veracidad de los hechos. Se dieron datos más precisos: era una mujer llamada Marta Infante, que trabajaba en la Corporación de la Madera y que murió el 8 de agosto de 1978.
Esta leyenda urbana dio origen a la película chilena La rubia de Kennedy protagonizada por la actriz Carolina Fadic.

### La mujer empollerada
En Panamá existe la versión de una mujer empollerada que les aparece en las carreteras o veredas de caminos a los conductores o jinetes que son borrachos o mujeriegos por las  carreteras o veredas. Al igual que con la versión salvadoreña, se presenta ante ellos como una hermosa mujer que piden que la lleven, a lo que ellos acceden. Cuando se sube al caballo o al coche, después de un rato de cabalgar o conducir, se convierte en un esqueleto empollerado que espanta al conductor.

### La Cegua
En el norte de México, el sur de Guatemala, Nicaragua y Costa Rica se cuenta que la Siguanaba, también llamada Cegua, al igual que en Panamá, es un espectro que toma la forma de una mujer atractiva que se le aparece a los hombres mujeriegos que van en transporte (carro, en las zonas urbanas), la cual pide que la lleven. Cuando se sube, después de un rato, el espectro se transforma en un monstruo con cabeza de caballo, quien termina por asesinarlos tras ocasionarles un accidente.